# Larry Carlton
Lawrence Eugene Carlton, detto Larry (Torrance, 2 marzo 1948), è un chitarrista statunitense.
Durante la carriera ha vinto tre Grammy Awards per le sue esibizioni e composizioni, tra cui la colonna sonora della serie televisiva Hill Street giorno e notte (1981).

## Biografia
Carlton iniziò a suonare la chitarra all'età di sei anni, studiandola con Slim Edwards, vicino di casa. Si interessa al jazz durante le scuole superiori e il suo stile era influenzato da Joe Pass, Wes Montgomery, Barney Kessel, B.B. King e infine il sassofonista John Coltrane.
Negli anni settanta ed i primi ottanta Carlton faceva il turnista a Los Angeles ed eseguiva fino a 500 registrazioni all'anno per artisti come Billy Joel, Michael Jackson ed un numero infinito di altri come Joan Baez, Al Jarreau, Thelma Houston, Dionne Warwick, Leo Sayer, Frankie Valli, Barbra Streisand, Dolly Parton, Diana Ross, Olivia Newton-John, Randy Crawford, Steely Dan, Michael McDonald, Christopher Cross. In quegli anni, le sessioni di registrazione in Los Angeles vedevano come first call chitarristi come Lee Ritenour, Steve Lukather e lo stesso Carlton; negli anni precedenti erano Tommy Tedesco, Howard Roberts e Barney Kessel. 
Dal 1971 al 1976 ha suonato con il gruppo jazz-rock The Crusaders. Nel 1977 ha firmato con la Warner Bros. Records per una carriera come solista. Nel 1979 ha suonato ancora per Jackson. Anche se ancora poco conosciuto, Carlton ha prodotto sei album dal 1978 al 1984, durante il quale il suo adattamento Sleepwalk di Santo Farina ha scalato le classifiche della musica pop adulta e contemporanea e il suo LP Friends del 1983 ha ottenuto una nomination ai Grammy.
La sua carriera da solista ha avuto una svolta nel 1985 quando ha firmato per la MCA Master Series per un album jazz acustico. Il risultato è Alone / But Never Alone, che comprendeva una riedizione di Lord's Prayer. Durante questo periodo Carlton ha lavorato con musicisti provenienti da tutto il mondo, tra cui il chitarrista giapponese Hideshi Takatani. Dal 1985 al 1990 Carlton ha vari progetti solisti tra cui nel 1986 dal vivo "Last Nite". Ha vinto un altro Grammy per la sua cover della canzone di McDonald e Abrams, Minute by Minute.
Nel 1988, mentre stava lavorando per il suo LP On Solid Ground, che è stato pubblicato nel 1989, Carlton è stato vittima di una casuale aggressione. È stato colpito alla gola nel suo studio privato nel sud della California. La pallottola ha danneggiato le sue corde vocali. Carlton è riuscito a recuperare rapidamente e a completare On Solid Ground durante la fine dell'anno. Ha continuato il suo lavoro con la chitarra elettrica nel 1991 quando ha iniziato a registrare un album blues, ma ha deciso di ritardare il progetto per soddisfare la domanda per un jazz più commerciale. Renegade Gentleman è stato pubblicato nel 1993.
Dal 1994 al 1997 Carlton ha partecipato a vari tour (in particolare con il chitarrista dei Toto, Steve Lukather) e pubblicato un album (Larry & Lee) assieme al chitarrista Lee Ritenour.

## Vita privata
Carlton è stato sposato con l'artista Cristiana Michele Pillar dal 1987 al 2013. È il padre del bassista Travis Carlton e lo zio della cantautrice Vanessa Carlton.

## Discografia
Album in studio
- 1968 - With A Little Help (Uni)
- 1973 - Singing / Playing (Blue Thumb)
- 1977 - Larry Carlton (Warner Bros. Records)
- 1979 - Mr. 335 Live in Japan (Warner Bros. Records) (pubblicato in Giappone)
- 1979 - Strikes Twice (Warner Bros. Records)
- 1981 - Sleepwalk (Warner Bros. Records)
- 1983 - Eight Times Up (Warner Bros. Records)
- 1983 - Friends (MCA)
- 1986 - Last Nite (MCA)
- 1986 - Alone / But Never Alone (MCA)
- 1986 - Discovery (MCA)
- 1989 - On Solid Ground (MCA)
- 1990 - Collection (GRP Records)
- 1991 - Renegade Gentleman (GRP)
- 1992 - Kid Gloves (GRP)
- 1995 - Larry & Lee (GRP)
- 1995 - Christmas at My House (MCA)
- 1996 - The Gift (GRP)
- 1997 - Collection Vol.2 (GRP)
- 2000 - Fingerprints (Warner Bros. Records)
- 2001 - No Substitutions con Steve Lukather  (Favored Nations)
- 2001 - Deep Into It (Warner Bros. Records)
- 2003 - Sapphire Blue (JVC Music)
- 2005 - The Very Best of Larry Carlton (GRP)
- 2006 - Firewire (RCA Victor)
- 2007 - Larry Carlton with Robben Ford Live in Tokyo (335 Records)
- 2010 - Take Your Pick (con Tak Matsumoto) (335 Records)
- 2011 - Larry Carlton Plays The Sound Of Philadelphia (335 Records)

### Colonne sonore
- 1984 - Against All Odds con Michel Colombier (Virgin Records)